# Francynne Jacintho
Francynne Aparecida Jacintho est une joueuse brésilienne de volley-ball née le 16 juillet 1992 à Maringá. Elle mesure 1,90 m et joue au poste de centrale. 

## Clubs
| Club                     | De        | À         |
| ------------------------ | --------- | --------- |
| Erasto Gaetner           | 2004-2005 | 2005-2006 |
| Nossa senhora de Sion    | 2007-2008 | 2007-2008 |
| Positivo                 | 2008-2008 | 2008-2008 |
| Grêmio de Vôlei Osasco   | 2009-2009 | 2009-2009 |
| Macaé Sports             | 2009-2010 | 2009-2010 |
| Minas Tênis Clube        | 2010-2011 | 2010-2011 |
| EC Pinheiros             | 2011-2012 | 2011-2012 |
| Sesi-SP                  | 2012-2013 | 2013-2014 |
| EC Pinheiros             | 2014-2015 | 2014-2015 |
| Rio do Sul               | 2015-2016 | 2015-2016 |
| Minas Tênis Clube        | 2016-2017 | 2016-2017 |
| GR Barueri               | 2017-2018 | 2017-2018 |
| Praia Clube              | 2018-2019 | 2019-2020 |
| Fluminense Football Club | 2020-2021 | …         |

## Palmarès

### Équipe nationale
- Championnat du monde des moins de 20 ans
  - Finaliste : 2011.
- Championnat d'Amérique du Sud  des moins de 20 ans
  - Vainqueur : 2010.
- Championnat du monde des moins de 18 ans
  - Vainqueur : 2009.

### Clubs
- Championnat sud-américain des clubs
  - Vainqueur : 2014.
  - Finaliste : 2019, 2020.
- Championnat du Brésil
  - Finaliste : 2014, 2019.
- Coupe du Brésil
  - Vainqueur : 2015.
  - Finaliste : 2014, 2017, 2019, 2020.
- Supercoupe du Brésil
  - Vainqueur : 2018, 2019.

### Distinctions individuelles
- Championnat d'Amérique du Sud féminin de volley-ball des moins de 20 ans 2010: Meilleure contreuse.